# Netjeraperef
Netjeraperef war ein hoher altägyptischer Beamter unter König Snofru während der frühen 4. Dynastie im Alten Reich.

## Familie
Über seine Familie ist so gut wie nichts bekannt. Netjeraperef wird gelegentlich als ein möglicher Sohn von König Snofru angesehen, allerdings nur, weil er unter anderem den Titel Sohn des Königs (S3-nsw.t = Sa-nesut) trug. Das Problem daran ist, dass dieser Titel ab der Mitte des Alten Reiches auch ehrenhalber verliehen werden konnte, selbst wenn der Träger gar nicht direkt mit dem König verwandt war. Leibliche Kinder des regierenden Pharaos trugen deshalb den Titel Leiblicher Sohn des Königs (S3-nsw.t-ẖt.f = Sa-nesut-chetef). Netjeraperef war daher sehr wahrscheinlich vielmehr ein Beamter von ungewöhnlich hohem Rang gewesen, was auch gewisse andere Titel von ihm nahelegen.

## Amt und Karriere
Der genaue Verlauf von Netjeraperefs beruflichem Werdegang ist nicht überliefert. Die Stelen, die von ihm erhalten sind, nennen nur seine Amtstitel, die er zum Zeitpunkt seines Todes getragen hatte. Die am besten erhaltene Stele wurde im Mittleren Reich gestohlen und als Türstopper im restaurierten Taltempel der Meidum-Pyramide zu Dahschur zweckentfremdet. Folgende Titel sind überliefert:
- Sohn des Königs (Sa-nesut)
- Meister der Versorgungen im Haus des Lebens (Heritep-sabed-hut-anch)
- Vorsteher der Phylen von Unterägypten (Imi-ra Saui-shemau)
- Vorsteher der Aufträge (Imi-ra-upet)
- Provinzialleiter der Nome Netjerui, Iqer und Bat
- Gottesdiener der Pyramide „Snofru der Gesegnete erscheint“ (Hem-netjer-mer-chai-chenti-Sneferu)

## Grabmal
Bei Ausgrabungen des Deutschen Archäologischen Instituts Kairo in Dahschur konnten die Reste der Mastaba I/1 freigelegt werden, die mit hoher Wahrscheinlichkeit dem Netjeraperef zuzuordnen ist. Der Graboberbau bestand dereinst aus gebrannten Tonziegeln und maß ursprünglich etwa 35,10 m × 18,90 m. Das T-förmige Kammersystem war auffallend schlicht gehalten und umfasste einen geraden Korridor, der in eine nach links und rechts ausgestreckte Doppelkammer mündete. Ebenfalls auffällig ist, dass das gesamte Kammersystem ebenerdig liegt, ein Umstand, der dem weichen Untergrund der Region von Dahschur geschuldet ist. Der Boden erlaubt keinen Tiefbau größeren Umfangs. Dieses Problem hatte auch zum auffälligen Knick in der Knickpyramide geführt. Die Reliefs des Baues sind stark zerstört und der Name des Besitzers ist nicht vollständig erhalten, doch gibt es Hieroglyphenreste, die auf den Namen „Netjeraperef“ deuten. Aus dieser Mastaba stammen auch die Stelen, deren Fundamente dort gefunden wurden.